# Dedicated to Chaos
A Dedicated to Chaos az amerikai Queensryche együttes 11. stúdióalbuma, amely 2011. június 28-án jelent meg. Ez volt az együttes első olyan lemeze, amelyet a  Roadrunner Records kiadóhoz tartozó Loud & Proud jelentetett meg. A lemez Japánban már 2011. június 11-én hozzáférhetővé vált. A Dedicated to Chaos a Billboard 200 lista 70. helyére került, és nemcsak kereskedelmileg lett sikertelen, hanem nagyrészt a hallgatók számára is csalódást okozott.

## Az album dalai
| #   | Cím              | Written by                                              | Hossz |
| --- | ---------------- | ------------------------------------------------------- | ----- |
| 1.  | Get Started      | Jason Slater, Geoff Tate                                | 3:33  |
| 2.  | Hot Spot Junkie  | Eddie Jackson, Geoff Tate                               | 3:57  |
| 3.  | Got It Bad       | Jason Slater, Geoff Tate                                | 3:45  |
| 4.  | Higher           | Randy Gane, Geoff Tate                                  | 4:00  |
| 5.  | Wot We Do        | Jason Slater, Randy Gane, Geoff Tate                    | 3:45  |
| 6.  | Around the World | Kelly Gray, Scott Rockenfield, Geoff Tate               | 5:10  |
| 7.  | Drive            | Jeff Carrell, Kelly Gray, Scott Rockenfield, Geoff Tate | 4:53  |
| 8.  | At the Edge      | Scott Rockenfield, Geoff Tate                           | 6:03  |
| 9.  | I Take You       | Jason Slater, Geoff Tate                                | 3:50  |
| 10. | Retail Therapy   | Jason Slater, Geoff Tate                                | 4:13  |
| 11. | The Lie          | Kelly Gray, Eddie Jackson, Geoff Tate                   | 4:18  |
| 12. | Big Noize        | Kelly Gray, Scott Rockenfield, Geoff Tate               | 6:35  |

| 1.  | Get Started              | Jason Slater, Geoff Tate                                | 3:33 |
| 2.  | Hot Spot Junkie          | Eddie Jackson, Geoff Tate                               | 3:57 |
| 3.  | Got It Bad               | Jason Slater, Geoff Tate                                | 3:45 |
| 4.  | Around the World         | Kelly Gray, Scott Rockenfield, Geoff Tate               | 5:10 |
| 5.  | Higher                   | Randy Gane, Geoff Tate                                  | 4:00 |
| 6.  | Retail Therapy           | Jason Slater, Geoff Tate                                | 4:13 |
| 7.  | At the Edge              | Scott Rockenfield, Geoff Tate                           | 6:03 |
| 8.  | Broken (Bonus track)     | Randy Gane, Kelly Gray, Geoff Tate                      | 3:51 |
| 9.  | Hard Times (Bonus track) | Scott Rockenfield, Randy Gane, Geoff Tate               | 5:32 |
| 10. | Drive                    | Jeff Carrell, Kelly Gray, Scott Rockenfield, Geoff Tate | 4:53 |
| 11. | I Believe (Bonus track)  | Randy Gane, Geoff Tate                                  | 3:29 |
| 12. | LuvnU (Bonus track)      | Randy Gane, Kelly Gray, Geoff Tate                      | 3:53 |
| 13. | Wot We Do                | Jason Slater, Randy Gane, Geoff Tate                    | 3:45 |
| 14. | I Take You               | Jason Slater, Geoff Tate                                | 3:50 |
| 15. | The Lie                  | Kelly Gray, Eddie Jackson, Geoff Tate                   | 4:18 |
| 16. | Big Noize                | Kelly Gray, Scott Rockenfield, Geoff Tate               | 6:35 |

## Zenészek
- Geoff Tate - Ének
- Michael Wilton - Gitár
- Eddie Jackson - Basszusgitár
- Scott Rockenfield - Dob